# Casas Adobes
Casas Adobes és una concentració de població designada pel cens dels Estats Units a l'estat d'Arizona, ubicada dins l'àrea metropolitana de Tucson. Segons el cens del 2000 tenia 54.011 habitants.

## Demografia
Segons el cens del 2000, Casas Adobes tenia 54.011 habitants, 22.066 habitatges, i 14.718 famílies La densitat de població era de 921,5 habitants/km².
Dels 22.066 habitatges en un 29,8% hi vivien nens de menys de 18 anys, en un 54,3% hi vivien parelles casades, en un 9,2% dones solteres, i en un 33,3% no eren unitats familiars. En el 26,9% dels habitatges hi vivien persones soles el 10,2% de les quals corresponia a persones de 65 anys o més que vivien soles. El nombre mitjà de persones vivint en cada habitatge era de 2,4 i el nombre mitjà de persones que vivien en cada família era de 2,93.
Per edats la població es repartia de la següent manera: un 23% tenia menys de 18 anys, un 8% entre 18 i 24, un 28,2% entre 25 i 44, un 24,6% de 45 a 60 i un 16,1% 65 anys o més.
L'edat mediana era de 39 anys. Per cada 100 dones de 18 o més anys hi havia 86,7 homes.
La renda mediana per habitatge era de 49.736 $ i la renda mediana per família de 57.926 $. Els homes tenien una renda mediana de 40.323 $ mentre que les dones 29.892 $. La renda per capita de la població era de 24.230 $. Aproximadament el 3,9% de les famílies i el 5,3% de la població estaven per davall del llindar de pobresa.

## Poblacions més a prop
El següent diagrama mostra les poblacions més a prop.

## Tiroteig de 2011
Casas Adobes fou l'escenari d'un tiroteig el gener de 2011 quan la congressista dels Estats Units Gabrielle Giffords realitzava un míting a l'aparcament d'un supermercat. L'atemptat fou realitzat per un jove de Tucson que obrí foc contra la congressista, els seus ajudants i les persones que s'havien congregat per a escoltar-la. Moriren sis persones i catorze en resultaren ferides, entre elles la mateixa Gabrielle Giffords, que rebé un tret al cap i es troba actualment en estat crític.